# هوندا الیژن
هوندا الیژن (به انگلیسی: Honda Elysion) خودرویی است که از سال ۲۰۰۴ تاکنون توسط شرکت خودروسازی ژاپنی هوندا تولید شده‌است.
این خودرو در کلاس مینی‌ون قرار گرفته‌است.

## نگارخانه

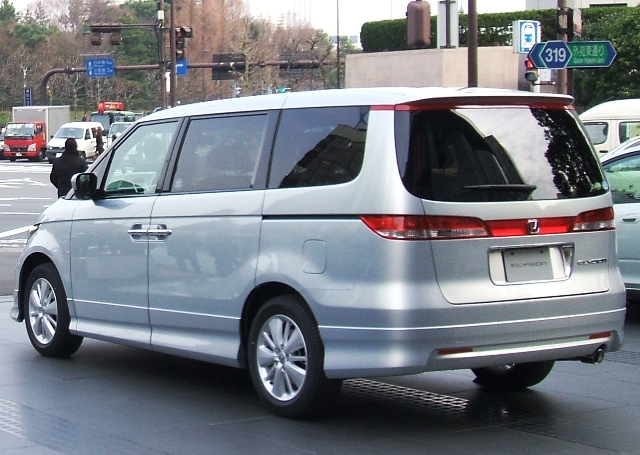
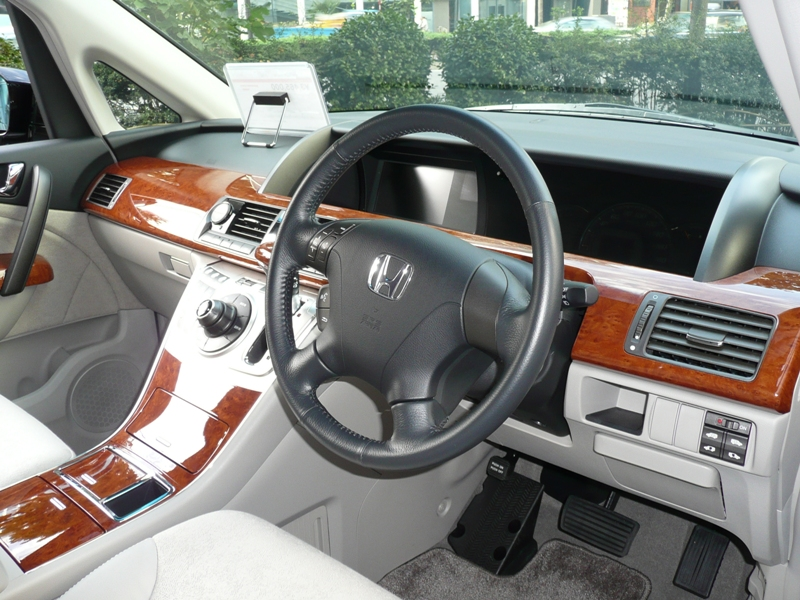
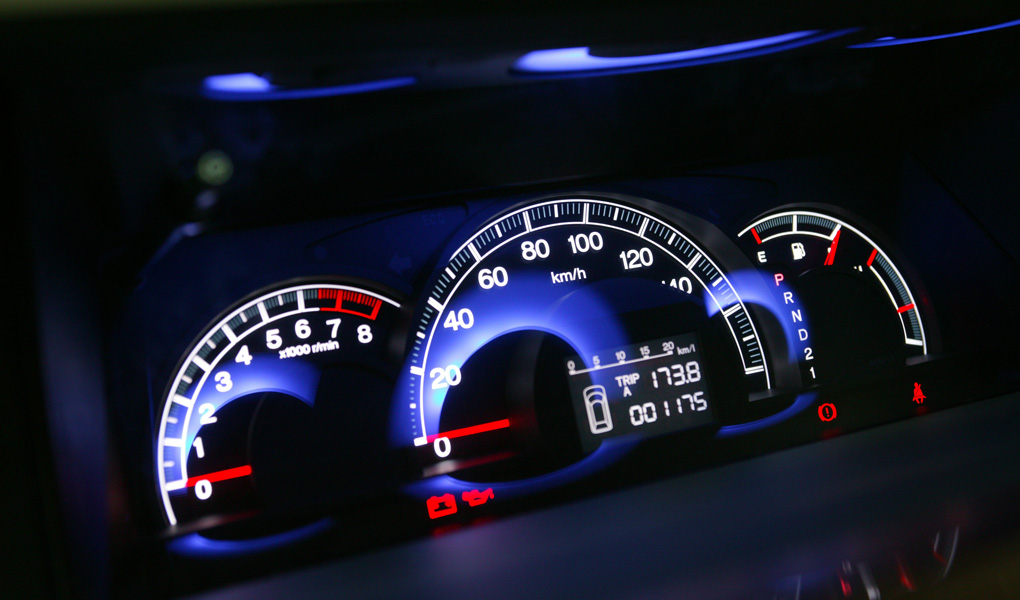